# 바인 까인
바인 까인(Bánh canh)은 타피오카 가루 또는 쌀과 타피오카 가루의 혼합물로 만들 수 있는 두꺼운 베트남 국수이다. "케이크"는 국수를 잘라내는 두꺼운 익히지 않은 반죽 시트를 의미한다.
- 반까인 꾸아 – 풍부하고 걸쭉한 게 국물로, 종종 메추리알이 추가된다.
- 반까인 봇 록 – 좀 더 투명하고 쫄깃한 면의 종류.
- 반까인 짜 까 – 어묵이 포함된 요리로 베트남 남중부에서 인기가 많다.
- 반까인 지오 헤오 톰 팃 – 돼지 족발과 새우가 포함된다.[3]
- 반까인 짱방 – 베트남 남동부 도시 짱방에서 만들어진 반까인으로, 삶은 돼지고기, 타피오카 국수, 현지 허브와 함께 제공된다.[4]
- 반까인 톰 – 코코넛 밀크와 섞인 새우 맛 육수.

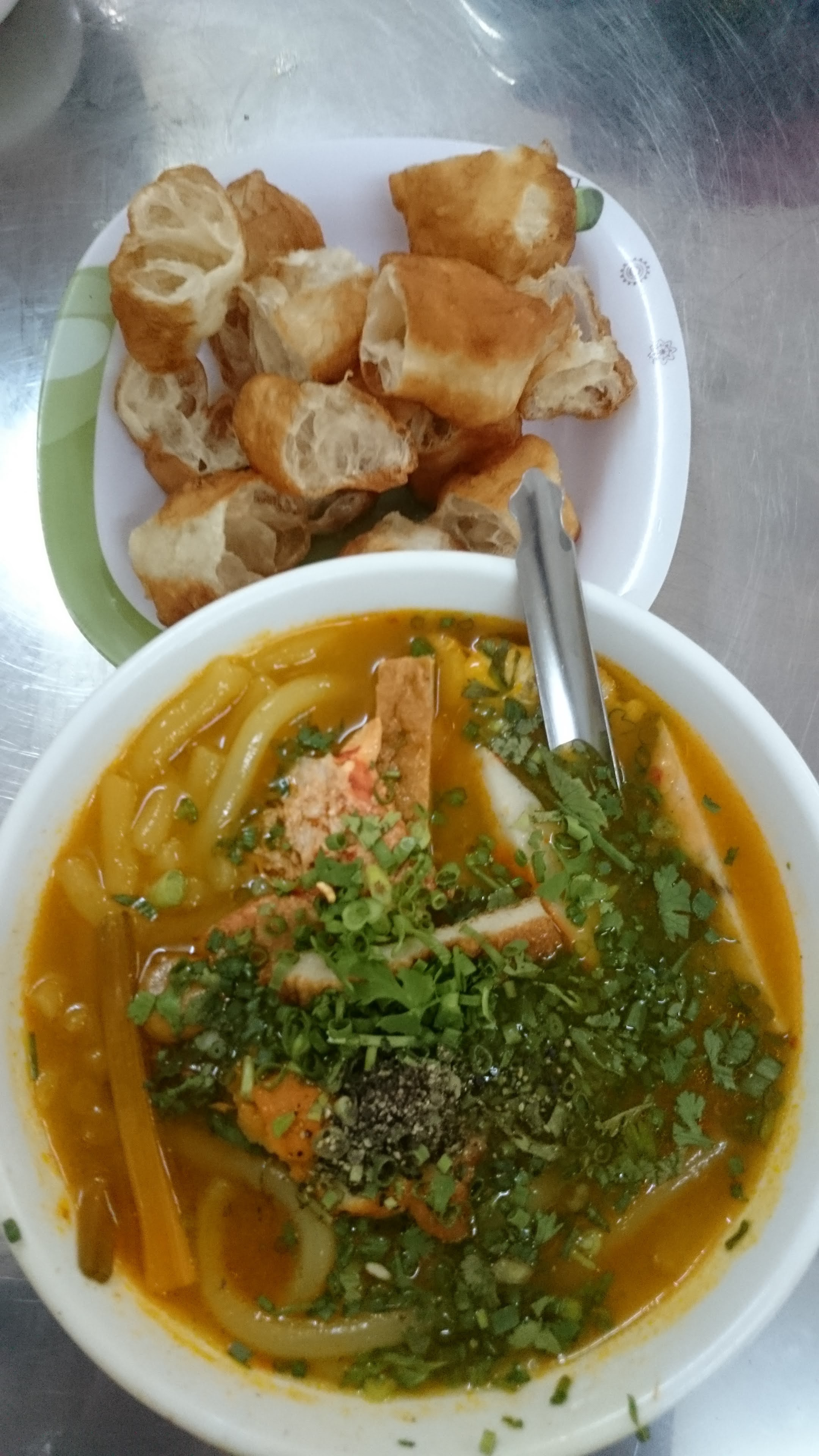
반까인 꾸아(게 국수를 곁들인 반까인) 한 그릇.

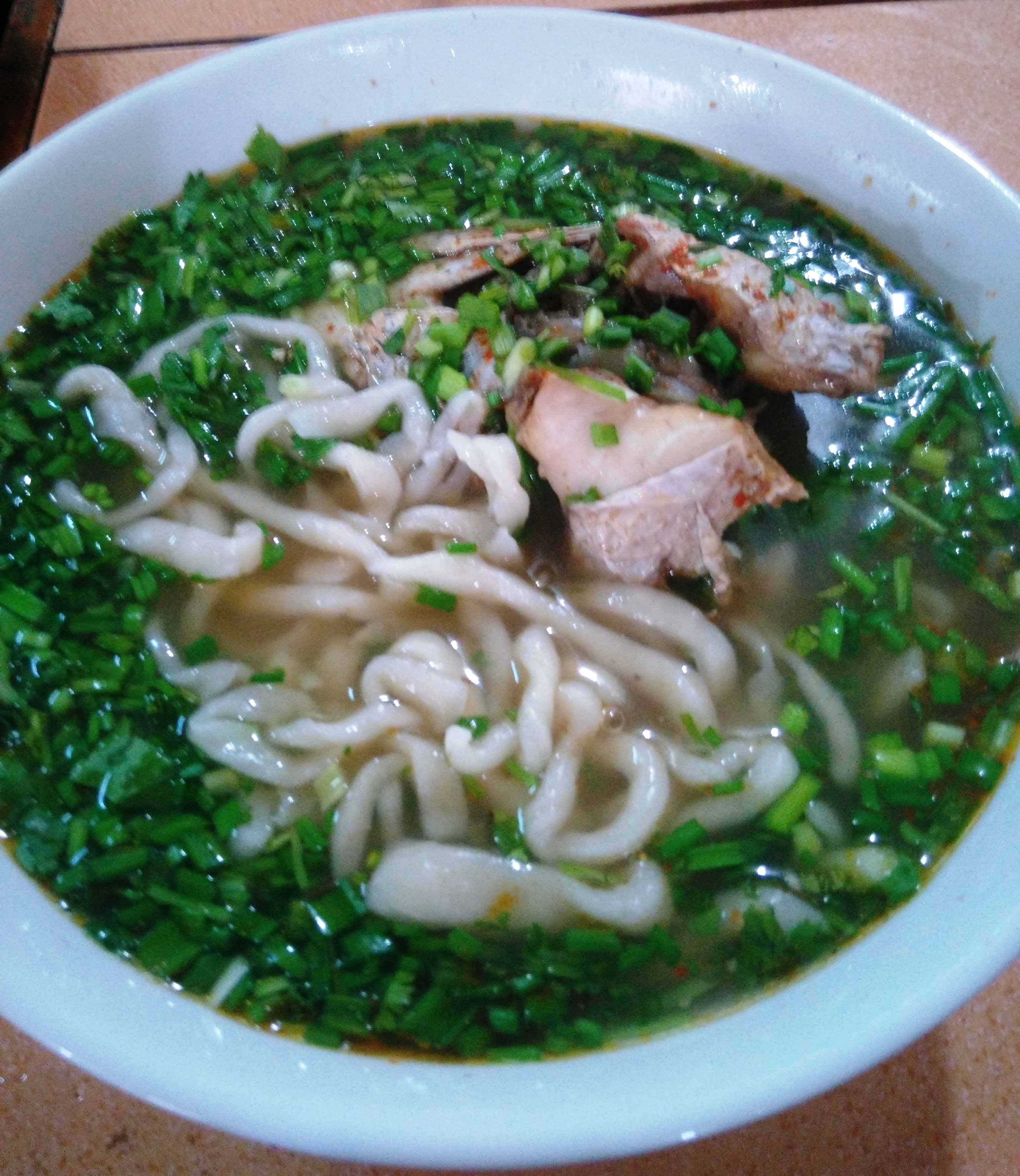
반까인 까 록(가물치 국물을 곁들인 반까인) 한 그릇.

베트남어 단어 bánh는 밀가루로 만든 국수나 케이크와 같은 품목을 의미하며, canh은 "국"을 의미한다.

## 같이 보기
- 우동, 일본 국수
- 꾸이몐, 중국식 두꺼운 국수
- 호판
- 쌀국수
- 라이판